# Miel Mundt
Emil Gustav „Miel“ Mundt (* 30. Mai 1880 in Soekaboemi auf Java, Niederländisch-Indien heute Indonesien; † 17. Juli 1949 in Rotterdam, Niederlande) war ein niederländischer Fußballspieler. Er bestritt vier Länderspiele für die niederländische Fußballnationalmannschaft. Auf Vereinsebene spielte er für den HVV Den Haag.